# Milagres do Maranhão
Milagres do Maranhão is een gemeente in de Braziliaanse deelstaat Maranhão. De gemeente telt 7.854 inwoners (schatting 2009).